# We Free Queens
Albums de Rhoda Scott Lady Quartet
On the Road Again: Live at Jazz Club Étoile
(2016) Movin' Blues
(2020)
We Free Queens est un album de l'organiste de jazz franco-américaine Rhoda Scott, enregistré avec son Lady Quartet au Sunset à Paris et sorti le 17 juillet 2017 chez Sunset Records.

## À propos de l'album
Rhoda Scott a déjà enregistré un album enregistré au club le Sunset : Live at the Sunset, sorti en 2008. We Free Queens est le premier disque du label du Sunset, dirigé par Stéphane Portet, patron du club,.
Rhoda Scott crée son Lady Quartet en 2004, sur l'invitation de Jazz à Vienne. Elle s'entoure de jeunes musiciennes françaises : Airelle Besson à la trompette, Sophie Alour au saxophone ténor et Julie Saury à la batterie,. Lors d'un concert au Sunset en 2007, le Quartet adopte la forme que l'on entend sur l'album, Lisa Cat-Berro au saxophone alto remplaçant Airelle Besson,. Le groupe remporte un franc succès notamment au festival Jazz à Vienne 2011. Sur l' album We Free Queens, elles sont rejointes par Géraldine Laurent (saxophone alto), Anne Paceo (batterie) et Julien Alour (trompette).
Le titre est un clin d'œil à l'album de Roland Kirk We Free Kings (1961).
Les musiciennes donnent un concert en mars 2017 au New Morning pour célébrer la sortie de l'album.
L'album combine cinq compositions originales, écrites par Lisa Cat-Berro, Sophie Alour et Rhoda Scott, et trois standards : Que reste-t-il de nos amours ?, sur lequel l'orgue dialogue avec le saxophone ténor de Sophie Alour, One by One Wayne Shorter et What'd I Say de Ray Charles, un autre maitre de l'orgue Hammond.

## Critique
La critique salue le disque (Citizen Jazz, Qobuz, Télérama, Le Jazzophone, Jazz in Europe). Guillaume Lagrée écrit : « du bonheur, de la joie, du rythme dispensés généreusement. À consommer sans modération ». Sur Jazz Halo, Claude Loxhay écrit que l'album « baign[e] dans un groove d'enfer, assuré par l'orgue Hammond aux couleurs flamboyantes, un swing survitaminé qui met en valeur les saxophones de Lisa Cat-Berro et Sophie Alour mais aussi l'alto volubile de Géraldine Laurent […] ou la trompette de Julien Alour ».

## Pistes
| No | Titre                          | Musique        | Durée |
| -- | ------------------------------ | -------------- | ----- |
| 1. | We Free Queens                 | Lisa Cat-Berro | 5:43  |
| 2. | I Wanna Move                   | Sophie Alour   | 4:21  |
| 3. | Que reste-t-il de nos amours ? | Charles Trenet | 5:03  |
| 4. | One by One                     | Wayne Shorter  | 5:04  |
| 5. | Rhoda's Delight                | Lisa Cat-Berro | 4:27  |
| 6. | Valse à Charlotte              | Rhoda Scott    | 5:44  |
| 7. | Joke                           | Sophie Alour   | 7:29  |
| 8. | What'd I Say                   | Ray Charles    | 4:56  |

## Musiciennes

### Rhoda Scott Lady Quartet
- Rhoda Scott : orgue Hammond
- Sophie Alour : saxophone ténor
- Lisa Cat-Berro : saxophone alto
- Julie Saury : batterie

### Invitées
- Géraldine Laurent : saxophone alto
- Anne Paceo : batterie
- Julien Alour : trompette